# Бежовце
Бежовце (слч. Bežovce) насељено је мјесто са административним статусом сеоске општине (слч. obec) у округу Собранце, у Кошичком крају, Словачка Република.

## Становништво
| Година:    | 1994. | 2004.    | 2014.   | 2024.   |
| ---------- | ----- | -------- | ------- | ------- |
| Број људи: | 1130  | 1007     | 971     | 1017    |
| Разлика:   |       | -10,88 % | -3,57 % | +4,73 % |

| Година:    | 2023. | 2024.   |
| ---------- | ----- | ------- |
| Број људи: | 970   | 1017    |
| Разлика:   |       | +4,84 % |

Према подацима о броју становника из 2011. године насеље је имало 996 становника.